# Giuseppe Salvatore Bellusci
Giuseppe Salvatore Bellusci (San Demetrio Corone, 31 maggio 1888 – Ferentino, 26 dicembre 1972) è stato un politico italiano di origine arbëreshë.

## Biografia
Laureato in lettere e filosofia, di professione insegnante. Esponente del Partito Repubblicano Italiano, fu candidato alle elezioni per l'Assemblea Costituente del 2 giugno 1946 nella Circoscrizione Roma-Viterbo-Latina-Frosinone, venendo eletto.
Successivamente fu sottosegretario alla Pubblica Istruzione nel II Governo De Gasperi.
Morì il giorno di Santo Stefano del 1972 all'età di 84 anni.